# 菴䕡
菴䕡是菊科蒿属的植物。分布在朝鲜、日本、俄罗斯以及中国大陆的辽宁、吉林、山东、黑龙江、河北等地，生长于海拔200米至900米的地区，多生长在干山坡、草地、灌丛、低海拔地区的路旁及疏林下，目前尚未由人工引种栽培。